# Martha Manning Laurens
Martha Laurens (de soltera Manning; 26 de octubre de 1757 – Finales de 1781). Es principalmente conocida por la gente de que la rodeaba. Principalmente conocida por ser la esposa de John Laurens y la madre de Frances Eleanor Laurens, la única hija de John Laurens. Es frecuentemente confundida con Martha Laurens Ramsay por el nombre y relación con John Laurens (siendo esta su hermana). 

## Infancia y Familia
Martha nació y creció hasta los 12 años en St. Kitts en las Indias Occidentales antes de mudarse a Inglaterra con su familia en el 1769. Fue la cuarta de ocho hermanos. Hija de William Conventry Manning, quien era el propietario de una empresa comercial de las Indias Occidentales y fue uno de los socios comerciales de Henry Laurens (Lo que sería relevante para el matrimonio de Martha y el mayor de los Laurens); Y de Elizabeth Ryan. 
Fue hermana de Elizabeth, Sarah, Mary y sus hermanos William Manning, futuro gobernador del Banco de Inglaterra, y John Manning, quienes fueron sus hermanos sobrevivientes. 

## Relación con los Laurens
Su padre, William Conventry Manning fue un socio comercial de Henry Laurens y amigo de la familia hasta el punto que el hijo mayor de Laurens había visitado con frecuencia su casa durante sus años en Londres. 

## Relación conJohn Laurens
Mucha de la información que se tiene hoy en día de Martha Laurens es gracias a su matrimonio con John Laurens. No se conoce con exactitud la fecha del primer contacto entre ellos, sin embargo, se cree que John la conoció al llegar a Londres en octubre de 1771 cuando este último fue a finalizar sus estudios. Si no se conocieron entonces, es posible que la haya conocido al regresar a Londres en noviembre de 1774.
John Laurens y Martha parecen haberse llevado bien como amigos, lo que eventualmente los llevó a tener relaciones sexuales. Se sabe que los dos fueron amigos pero no hay evidencia de que haya habido algún tipo de cortejo o algo más allá de una atracción sexual. Martha quedó embarazada de John en abril de 1776 cuando ella tenía diecinueve años y él veintiuno. Esto no afectaría a John pero sería devastador para Martha, ya que ser madre soltera en el siglo XVIII implicaría ser repudiada por la sociedad y por su familia; Además, era probable que tanto Martha como su hija murieran en las calles. Por lo que el matrimonio entre John y Martha tuvo el único propósito de guardar el honor de Martha y el honor de su hija. 
Se tiene evidencia que Martha amaba a su esposo por completo. Sin embargo, no se sabe con seguridad cuáles eran los sentimientos de su esposo.
John Laurens escribió a un tío: «La compasión me obligó a casarme...»

### Matrimonio
Se casó con John Laurens el 26 de octubre de 1776 en la iglesia St. Andrews Undershaft en Londres. Ellos se mudaron de Londres a una casa en Chelsea. Y aunque en ese momento Martha tenía 6 meses de embarazo; Laurens, creyendo que era un honor y deber luchar en la "Guerra de Independencia de los Estados Unidos", salió hacia Charleston en diciembre de 1776. Martha no se arriesgó a seguir a su esposo, ya que se trataba de un viaje en barco de un mes y ella ya se encontraba con varios meses de embarazo. Esta sería la última vez que estos se verían. 
Al contrario de lo que popularmente se cree, John sí intentó llevar tanto a Martha como a su hija a Carolina del Sur, pero el padre de Martha, William Conventry Manning, se negó debido a que tenía temor de lo que le podría pasar a Martha y a su hija recién nacida en un viaje solas en medio de una guerra. Esto se mencionó varias veces más adelante pero muchas cosas más se interpusieron en los planes de viaje, como que el padre de Martha se negaba a dejar salir a su hija, los guardianes cancelaban, llegando al punto en el que el propio Laurens temía por la vida de Martha y de su hija. 
```
“However great our unhappiness be, in consequence of our Separation, I can never consent my dearest love, that you should expose yourself to all the dangers which now attend a Sea Voyage in a common Vessel and without the guardianship of a particular Friend. Reflect for a moment into how much misery we might both be plunged by your captivity, and say dear Girl whether it will not be better to endure the pain of absence patiently, ‘till some eligible opportunity offer”
```

-John Laurens a Martha Manning Laurens. 9 de noviembre de 1777  

## Muerte
Sobre su muerte se sabe que murió en un intento de reencontrarse con John Laurens mientras este había ido a Francia como ministro especial. Sin embargo, cuando ella llegó él ya estaba de regreso a Estados Unidos. Ella atrapó fiebre y murió a finales de 1781 en Lisle, Francia. 
Aunque se sabe que murió a finales de 1781, no se tiene una fecha específica. Se tuvo como una de las teorías más fuertes que ella murió en noviembre gracias a una carta que el cuñado de Martha, Benjamin Vaughan, le mandó a Benjamin Franklin a mediados de noviembre: 
“Another opportunity, of a smaller kind offers, for your rendering civilities to the family of Mr Laurens. Mrs Laurens, wife to the Col., lately died at Lisle.”
-De Benjamin Vaughn a Benjamin Franklin 
```
El biógrafo de su esposo John Laurens, Gregory D. Massey, escribe que ella murió en el "otoño" de 1781.
```

Sin embargo, se sabe gracias al codicilo de 1781 de William Manning que ella (muy probablemente) murió el primero de septiembre. 
Aquí una parte del codicilo: 
```
“…considerando que mi hija Martha Weatherill Laurens, la esposa de John Laurens, murió el primer día de septiembre pasado, dejando solo un hijo de dicho matrimonio llamado Frances Eleanor Laurens, declaro que es mi voluntad y significado y doy la parte de parte de mi patrimonio significaba y estaba destinado a mi hija fallecida Martha Weatherill Laurens a su hija Frances Eleanor Laurens al cumplir ella la edad de veintiún años o el día del matrimonio…”
```

## Descendencia
La única hija de dicho matrimonio fue Frances Eleanor Laurens. Se sabe que Martha Manning Laurens tuvo un parto difícil. Después de la muerte de su madre y padre fue acogida por su tía paterna Martha Laurens Ramsay. Además, obtuvo la parte del patrimonio de su abuelo materno correspondiente a su madre. Frances también heredó el dinero adeudado a John Laurens por su tiempo en el ejército, más de $7,000, valorado en $200,000 en la actualidad.
Fue nombrada "Eleanor" en honor a la madre de John Laurens y Frances significa en latín "la libre". 